# Адміністративний устрій Рожнятівського району
Адміністративний устрій Рожнятівського району — адміністративно-територіальний устрій Рожнятівського району Івано-Франківської області на 1 міську, 1 селищну, 2 сільські громади, 2 селишні ради та 19 сільських рад, які об'єднують 51 населений пункт та підпорядковані Рожнятівській районній раді. Адміністративний центр — смт Рожнятів.

## Список громадРожнятівського району
- Брошнів-Осадська селищна громада
- Долинська міська громада
- Дубівська сільська громада
- Спаська сільська громада

## Список радРожнятівського району(з 2017 року)
| №  | Назва                            | Центр               | Населені пункти                                                     | Площа км² | Місце за площею | Населення (2001), осіб. | Місце за населенням |
| -- | -------------------------------- | ------------------- | ------------------------------------------------------------------- | --------- | --------------- | ----------------------- | ------------------- |
| 1  | Перегінська селищна рада         | смт Перегінське     | смт Перегінське с. Закерничне                                       | 30.628    | 11              | 13157                   | 1                   |
| 2  | Рожнятівська селищна рада        | смт Рожнятів        | смт Рожнятів                                                        | 19.228    | 19              | 4137                    | 4                   |
| 3  | Берлогівська сільська рада       | с. Берлоги          | с. Берлоги                                                          | 13.346    | 25              | 1238                    | 23                  |
| 4  | Вербівська сільська рада         | с. Вербівка         | с. Вербівка с. Топільське                                           | 4.58      | 31              | 1565                    | 18                  |
| 5  | Верхньострутинська сільська рада | с. Верхній Струтинь | с. Верхній Струтинь                                                 | 20.648    | 18              | 1907                    | 12                  |
| 6  | Грабівська сільська рада         | с. Грабів           | с. Грабів с. Крива                                                  | 26.89     | 13              | 1808                    | 15                  |
| 7  | Ілемнянська сільська рада        | с. Ілемня           | с. Ілемня                                                           | 37.7      | 9               | 1456                    | 19                  |
| 8  | Камінська сільська рада          | с. Камінь           | с. Камінь                                                           | 14.557    | 23              | 1172                    | 25                  |
| 9  | Красненська сільська рада        | с. Красне           | с. Красне                                                           | 40.589    | 8               | 1276                    | 22                  |
| 10 | Креховицька сільська рада        | с. Креховичі        | с. Креховичі                                                        | 21.211    | 15              | 2469                    | 10                  |
| 11 | Липовицька сільська рада         | с. Липовиця         | с. Липовиця                                                         | 77.137    | 1               | 1616                    | 17                  |
| 12 | Лоп'янська сільська рада         | с. Лоп'янка         | с. Лоп'янка                                                         | 16.528    | 22              | 1828                    | 14                  |
| 13 | Небилівська сільська рада        | с. Небилів          | с. Небилів с. Ловаги с. Слобода-Небилівська                         | 58.309    | 3               | 3880                    | 6                   |
| 14 | Нижньострутинська сільська рада  | с. Нижній Струтинь  | с. Нижній Струтинь                                                  | 21.173    | 16              | 3023                    | 8                   |
| 15 | Осмолодська сільська рада        | с. Осмолода         | с. Осмолода с. Гриньків с-ще Кузьминець                             | 54.946    | 5               | 606                     | 31                  |
| 16 | Петранківська сільська рада      | с. Петранка         | с. Петранка                                                         | 40.996    | 7               | 3049                    | 7                   |
| 17 | Рівнянська сільська рада         | с. Рівня            | с. Рівня с. Слобода-Рівнянська                                      | 17.87     | 21              | 1975                    | 11                  |
| 18 | Сваричівська сільська рада       | с. Сваричів         | с. Сваричів                                                         | 28.189    | 12              | 5039                    | 3                   |
| 19 | Сливківська сільська рада        | с. Сливки           | с. Сливки                                                           | 21.081    | 17              | 1219                    | 24                  |
| 20 | Суходільська сільська рада       | с. Суходіл          | с. Суходіл                                                          | 74.397    | 2               | 1357                    | 20                  |
| 21 | Ясенська сільська рада           | с. Ясень            | с. Ясень с-ще Бабське с. Лази с-ще Погар с-ще Турівка с-ще Черепина | 43.73     | 6               | 4131                    | 5                   |

## Список радРожнятівського району(до 2017 року)
| №  | Назва                            | Центр               | Населені пункти                                                     | Площа км² | Місце за площею | Населення (2001), осіб. | Місце за населенням |
| -- | -------------------------------- | ------------------- | ------------------------------------------------------------------- | --------- | --------------- | ----------------------- | ------------------- |
| 1  | Брошнів-Осадська селищна рада    | смт Брошнів-Осада   | смт Брошнів-Осада                                                   | 5.023     | 30              | 5762                    | 2                   |
| 2  | Перегінська селищна рада         | смт Перегінське     | смт Перегінське с. Закерничне                                       | 30.628    | 11              | 13157                   | 1                   |
| 3  | Рожнятівська селищна рада        | смт Рожнятів        | смт Рожнятів                                                        | 19.228    | 19              | 4137                    | 4                   |
| 4  | Берлогівська сільська рада       | с. Берлоги          | с. Берлоги                                                          | 13.346    | 25              | 1238                    | 23                  |
| 5  | Брошнівська сільська рада        | с. Брошнів          | с. Брошнів                                                          | 5.439     | 29              | 1100                    | 26                  |
| 6  | Вербівська сільська рада         | с. Вербівка         | с. Вербівка с. Топільське                                           | 4.58      | 31              | 1565                    | 18                  |
| 7  | Верхньострутинська сільська рада | с. Верхній Струтинь | с. Верхній Струтинь                                                 | 20.648    | 18              | 1907                    | 12                  |
| 8  | Вільхівська сільська рада        | с. Вільхівка        | с. Вільхівка с. Рошняте                                             | 8.82      | 28              | 913                     | 28                  |
| 9  | Грабівська сільська рада         | с. Грабів           | с. Грабів с. Крива                                                  | 26.89     | 13              | 1808                    | 15                  |
| 10 | Дубівська сільська рада          | с. Дуба             | с. Дуба с. Дубшари с. Лецівка с. Підлісся                           | 25.775    | 14              | 1888                    | 13                  |
| 11 | Ілемнянська сільська рада        | с. Ілемня           | с. Ілемня                                                           | 37.7      | 9               | 1456                    | 19                  |
| 12 | Камінська сільська рада          | с. Камінь           | с. Камінь                                                           | 14.557    | 23              | 1172                    | 25                  |
| 13 | Князівська сільська рада         | с. Князівське       | с. Князівське                                                       | 13.374    | 24              | 875                     | 29                  |
| 14 | Красненська сільська рада        | с. Красне           | с. Красне                                                           | 40.589    | 8               | 1276                    | 22                  |
| 15 | Креховицька сільська рада        | с. Креховичі        | с. Креховичі                                                        | 21.211    | 15              | 2469                    | 10                  |
| 16 | Липовицька сільська рада         | с. Липовиця         | с. Липовиця                                                         | 77.137    | 1               | 1616                    | 17                  |
| 17 | Лоп'янська сільська рада         | с. Лоп'янка         | с. Лоп'янка                                                         | 16.528    | 22              | 1828                    | 14                  |
| 18 | Лугівська сільська рада          | с. Луги             | с. Луги                                                             | 55.884    | 4               | 838                     | 30                  |
| 19 | Небилівська сільська рада        | с. Небилів          | с. Небилів с. Ловаги с. Слобода-Небилівська                         | 58.309    | 3               | 3880                    | 6                   |
| 20 | Нижньострутинська сільська рада  | с. Нижній Струтинь  | с. Нижній Струтинь                                                  | 21.173    | 16              | 3023                    | 8                   |
| 21 | Осмолодська сільська рада        | с. Осмолода         | с. Осмолода с. Гриньків с-ще Кузьминець                             | 54.946    | 5               | 606                     | 31                  |
| 22 | Петранківська сільська рада      | с. Петранка         | с. Петранка                                                         | 40.996    | 7               | 3049                    | 7                   |
| 23 | Рівнянська сільська рада         | с. Рівня            | с. Рівня с. Слобода-Рівнянська                                      | 17.87     | 21              | 1975                    | 11                  |
| 24 | Ріпненська сільська рада         | с. Ріпне            | с. Ріпне                                                            | 12.78     | 27              | 964                     | 27                  |
| 25 | Сваричівська сільська рада       | с. Сваричів         | с. Сваричів                                                         | 28.189    | 12              | 5039                    | 3                   |
| 26 | Сливківська сільська рада        | с. Сливки           | с. Сливки                                                           | 21.081    | 17              | 1219                    | 24                  |
| 27 | Спаська сільська рада            | с. Спас             | с. Спас с. Підсухи с. Погорілець                                    | 36.687    | 10              | 2503                    | 9                   |
| 28 | Суходільська сільська рада       | с. Суходіл          | с. Суходіл                                                          | 74.397    | 2               | 1357                    | 20                  |
| 29 | Цінівська сільська рада          | с. Цінева           | с. Цінева                                                           | 18.21     | 20              | 1648                    | 16                  |
| 30 | Ясеновецька сільська рада        | с. Ясеновець        | с. Ясеновець с. Іванівка                                            | 13.317    | 26              | 1335                    | 21                  |
| 31 | Ясенська сільська рада           | с. Ясень            | с. Ясень с-ще Бабське с. Лази с-ще Погар с-ще Турівка с-ще Черепина | 43.73     | 6               | 4131                    | 5                   |

* Примітки: м. — місто, смт — селище міського типу, с. — село, с-ще — селище